# Maurice Godelier
Maurice Godelier (Cambrai, 28 febbraio 1934) è un antropologo francese, directeur d'études alla École des Hautes Études en Sciences Sociales di Parigi.
Fu allievo di Lévi-Strauss e tra i primi a trovare legami tra marxismo e antropologia. È noto anche per aver condotto un'importante ricerca sul campo sulla popolazione Baruya in Papua Nuova Guinea, in cui è stato coinvolto dagli anni sessanta fino agli anni ottanta. Maurice Godelier ne analizzò il sistema politico (incentrato sui ‘grandi uomini’ e sul potere maschile) e il sistema economico, in cui lo scambio delle merci avveniva attraverso le ‘monete di sale’, essendo questo un bene raro e desiderato.
È stato premiato dall'Accademia francese per La production des Grands Hommes. Pouvoir et domination masculine chez les Baruya de Nouvelle Guinée, del 1982.

## Opere
- Rationalité et Irrationalité en Economie, 2 vol., 1969; trad. inglese: Rationality and Irrationality in Economics, Londra, NLB, 1972
- Horizon, trajets, marxistes en anthropologie, François Maspero, Paris, 1977; trad. italiana: Antropologia e marxismo, Roma, Editori Riuniti, 1980
- La production des Grands Hommes. Pouvoir et domination masculine chez les Baruya de Nouvelle Guinée, Ed. Fayard, 1982; trad. ingl. The Making of Great Men. Male domination and Power among the New Guinea Baruya, Cambridge University Press, 1986.
- L'idéel et le matériel, Ed. Fayard, 1984; trad. ingl. The Mental and the Material. Thought, economy and society, Verso, 1986.
- L'énigme du don, Ed. Fayard, 1996; trad. ingl. The Enigma of the Gift, Chicago, Cambridge; Chicago University Press, Polity Press, 1998. ISBN 9780226300450
- La Production du corps. Approches anthropologiques et historiques and Le Corps humain, supplicié, possédé, cannibalisé. Texts collected and edited by Maurice Godelier and Michel Panoff. Amsterdam, Archives contemporaines 1998.
- Maurice Godelier - L'ideale e il materiale. Editori Riuniti 1985 collana Nuova Biblioteca di Cultura pag.262
- Maurice Godelier - Razionalità e irrazionalità nell'economia. Feltrinelli 1970  pag.222